# 알란 쿠르디

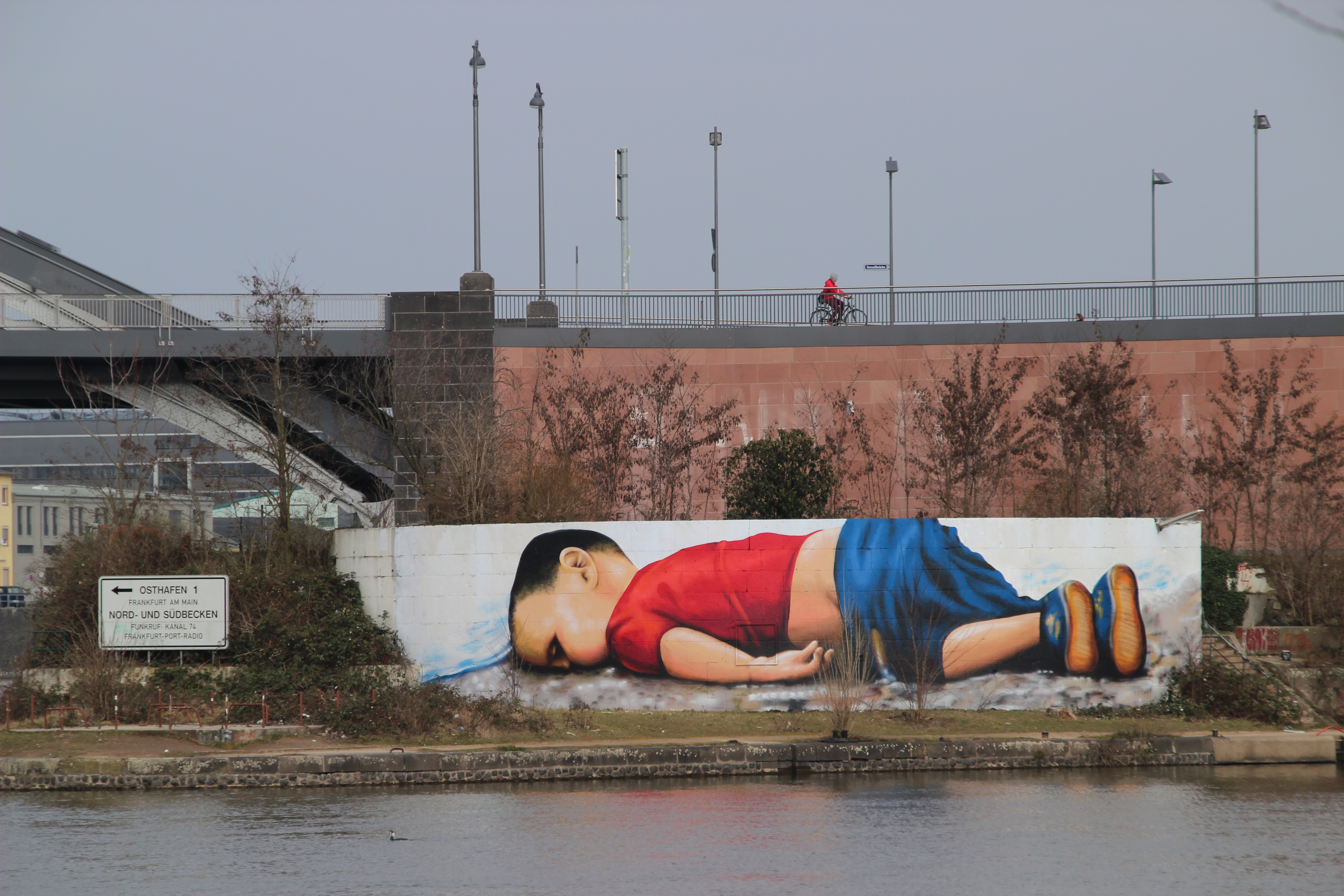

아일란 쿠르디(아랍어: إيلان الكردي, 영어: Ailan Kurdi, 2012년 ~ 2015년 9월 2일)는 시리아의 쿠르드계 세 살배기 어린이이다. 시리아 내전으로 인해 가족들과 함께 유럽으로 이주하던 중 지중해에서 배가 난파되었고 튀르키예 보드룸의 해변에서 사망한 채로 발견되었다. 튀르키예의 언론사 도안 통신(튀르키예어: Doğan Haber Ajansı, DHA)이 공개한 해변에서 죽은 사진의 모습은 국제적으로 큰 파장을 일으켰다. 도안 통신의 여성 사진기자 닐류페르 데미르(Nilufer Demir)가 찍은 쿠르디의 시신 사진 한 장으로 인해 유럽 전체의 난민 정책이 바뀌게 되었다. 이에 다른 국가들도 이를 받아들이고 전 세계가 난민에 대한 부정적인 반응을 보이지 않게 되었다. 많은 네티즌들은 이에 대해 "전 세계의 잘못으로 한 아이가 죽었다", "이는 우리 모두의 잘못" 등의 반응을 보였다.